# 志村秀哉
志村秀哉（日语：／ Shimura Shuya，1995年3月25日—）是日本演员、歌手。隸屬於星塵傳播新人部。音樂團體超特急的成員，擔任背景歌手。團體活動時使用另一個藝名SHUYA。 

## 略歷
- 受身為演歌歌手的祖母影響，他從小就有在人們面前唱歌的經驗。中學時期知道了EXILE ，並立志成為一名藝人。
- 曾經於愛貝克思集團旗下的舞蹈學校學習，是特等生。
- 2015年，他作為二人組合「7匹のライオン」活動了大約一年的時間。
- 2016年10月，被選為舞蹈學員選拔團體「dino」的成員。並在當時與現為同團體超特急的成員高松Aloha認識。
- 2016年12月，他與愛貝克思集團旗下的舞蹈學院的夥伴，一起創辦名為「WhiteA」的自行produce組合（以藝名TAKUYA進行團體活動）。隨後因成員退出於2020年3月解散團體。迄此為止，他一直以本名志村卓哉活動。
- 2022年8月8日、經過超特急新成員徵選計畫「超特急募」，成為該團體的新成員。並以新藝名志村 秀哉（SHUYA）活動[1]。

## 出演
※有關以超特急名義參與的活動，請參見相關項目。

### 電視劇
- 超特急、地球を救え。 （2022年9月6日 東京電視台） - 飾演 SHUYA

## 作品
※有關以超特急名義參與的活動，請參見相關項目。

## 來源
1. ↑  . マイナビニュース. 2022-08-09  [2023-06-25]. （原始内容存档于2022-10-09） （日语）.